# Danger Danger (album)
Danger Danger è il primo album in studio del gruppo musicale statunitense Danger Danger, pubblicato nel giugno 1989 dalla Epic Records.

## Tracce
Testi e musiche di Bruno Ravel e Steve West.
1. Naughty Naughty – 4:50
2. Under the Gun – 4:39
3. Saturday Nite – 4:17
4. Don't Walk Away – 4:56
5. Bang Bang – 3:56
6. Rock America – 4:54
7. Boys Will Be Boys – 4:59
8. One Step from Paradise – 4:47
9. Feels Like Love – 4:52
10. Turn It On – 3:40
11. Live It Up – 3:54

## Formazione
- Ted Poley – voce
- Andy Timmons – chitarre, cori
- Bruno Ravel – basso, cori
- Kasey Smith – tastiere
- Steve West – batteria, percussioni

### Altri musicisti
- Tony Rey Bruno – chitarre
- Carol Brooks, Jeanie Brooks, Rick Valente, Tony Reyes – cori

### Produzione
- Mark Ryden – copertina